# Église Saint-André de Kowloon
Pour les articles homonymes, voir Église Saint-André.
L'église Saint-André (chinois de Hong Kong : 聖安德烈堂 ; anglais : St Andrew's Church) est située à Hong Kong au 138 Nathan Road dans le quartier de Tsim Sha Tsui à Kowloon. Elle est rattachée au culte anglican de Hong Kong (en) et se trouve dans le diocèse de Kowloon ouest (en). C'est la plus ancienne église protestante anglophone de Kowloon. Alors qu'elle n'accueille à ses débuts que des expatriés, c'est aujourd'hui une église internationale avec 90% des participants qui sont originaires de Hong Kong.

## Services du dimanche
Les offices du dimanche ont actuellement lieu à 8h30, 9h30, 11h30 et 17h00 en anglais, et à 23h30 en putonghua (mandarin). La Cène du Seigneur (Sainte Communion) est administrée au service de 8h30 tous les dimanches. Dans tous les autres services, elle est administrée les deuxième et quatrième dimanches.

## Histoire

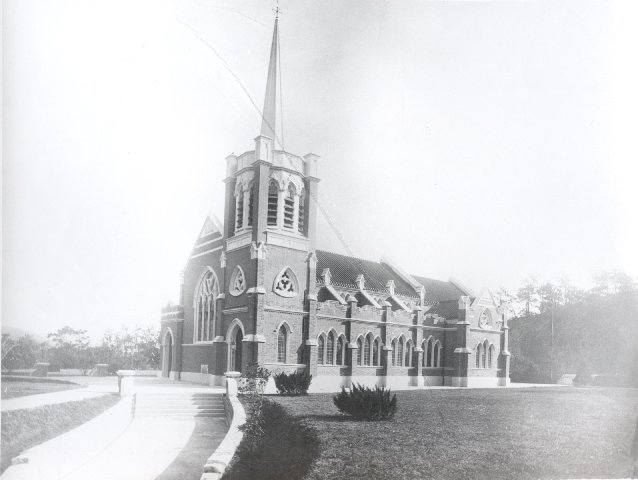
Saint-André vers 1906 avec sa grande flèche.

L'idée de construire une église anglicane à Kowloon est suggérée pour la première fois en 1897, mais aucun progrès n'est réalisé avant 1904, lorsque Paul Chater finance à lui seul sa construction. Le site choisi se trouve à côté d'un grand jardin appartenant à Paul Chater, couvrant la zone entre Robinson Road (actuelle Nathan Road) et Austin Road (en).
L'église est dessinée par Alfred Bryer de Leigh & Orange (en). Les travaux commencent en novembre 1904 et s'achèvent en 1906. L'église est finalement consacrée le 6 octobre 1906 et l'ancien presbytère est achevé en 1909.
En 1913, une relation étroite commence avec l'école diocésaine de filles, qui déménage au 1 Jordan Road (en). La période de la Première Guerre mondiale est difficile pour l'église car beaucoup de ses membres sont issus des bases militaires de Kowloon et doivent partir en service à l'étranger. L'église est à peine capable de survivre financièrement.
De 1942 à 1944, la congrégation All Saints Mong Kok utilise Saint-André pour ses services, car leur église est utilisée comme magasin de riz. Ses membres sont autorisés à y retourner à la Toussaint fin 1944 et emportent avec eux une grande partie des meubles de Saint-André, les sauvant de la destruction lorsque le bâtiment principal de l'église est transformé en sanctuaire shinto début 1945.
L'église organise sa première école du dimanche en 1947. La porte Lych et les marches sont ajoutées en 1954 pour marquer le 50e anniversaire de la pose de sa première pierre. En 1978, le centre chrétien de Saint-André (un immeuble de 6 étages comprenant des appartements, des bureaux et un hall) ouvre ses portes.
L'église de Saint-André implante l'église de la résurrection (Sai Kung) en 1983 et l'église de Sha Tin en 1990. En 1997, Saint-André organise des services spéciaux le dimanche avant la rétrocession de Hong Kong à la Chine. Le service du matin appelé Our Transition and Hope est diffusé sur BBC World Service. Dans la soirée, un service de réconciliation avec les églises chinoises locales a lieu.
En 2006, la rénovation de l'église centenaire reçoit le prix du mérite de la région Asie-Pacifique de l'UNESCO pour la conservation du patrimoine culturel. L'église est félicitée pour son « approche de conservation approfondie qui cherche à comprendre pleinement l'importance du bâtiment et le processus de détérioration avant de proposer des solutions ».
En 2009, l'église lance sa « Vision 2020 » qui conduit à la construction du « Life Centre », un nouveau bâtiment au pied de la colline, face à Nathan Road, et dont la construction commence en 2010 et s'achève en 2015. Le Life Centre abrite un grand auditorium et des salles polyvalentes, avec un jardin paysager au-dessus. Sa conception remporte le prix du mérite de l'American Institute of Architects en 2011.

## Style architectural
L'église est dessinée par les architectes de l'agence Leigh & Orange (en) dans le style gothique victorien. Elle est construite en briques rouges et granit, reposant sur des fondations en pisé. Les briques des murs extérieurs sont apparentes et jointoyées avec un mortier à base de chaux. Les murs intérieurs sont enduits de joints de mortier surélevés et peints pour représenter le motif de brique sous-jacent.
Le vitrail de l'autel et des fenêtres baptismales est le verre d'origine, datant de 1906, réalisé par William Morris & Co de Westminster à Londres. Des verres colorés plus contemporains de style Art Nouveau sont installés plus tard dans la fenêtre ouest et les fenêtres de la nef supérieure. Pour célébrer le centenaire de l'église, deux verrières picturales en verre coloré sont installées dans les transepts.
Le clocher de l'église avait une grande flèche qui doit finalement être retirée en raison des dommages structurels répétés causés par les typhons. Les cloches sont composées du carillon original de 8 cloches tubulaires en bronze de Harrington's de Coventry en Angleterre, installées en 1906.
D'autres bâtiments patrimoniaux dans l'enceinte de l'église comprennent l'ancien presbytère d'un étage construit en 1909, les quartiers d'Amahs et le cottage de Verger, construits à peu près à la même période. Les trois bâtiments sont construits en brique rouge avec des détails en granit. L'ensemble des bâtiments de l'église a actuellement le statut de bâtiment historique de rang I.

## Galerie

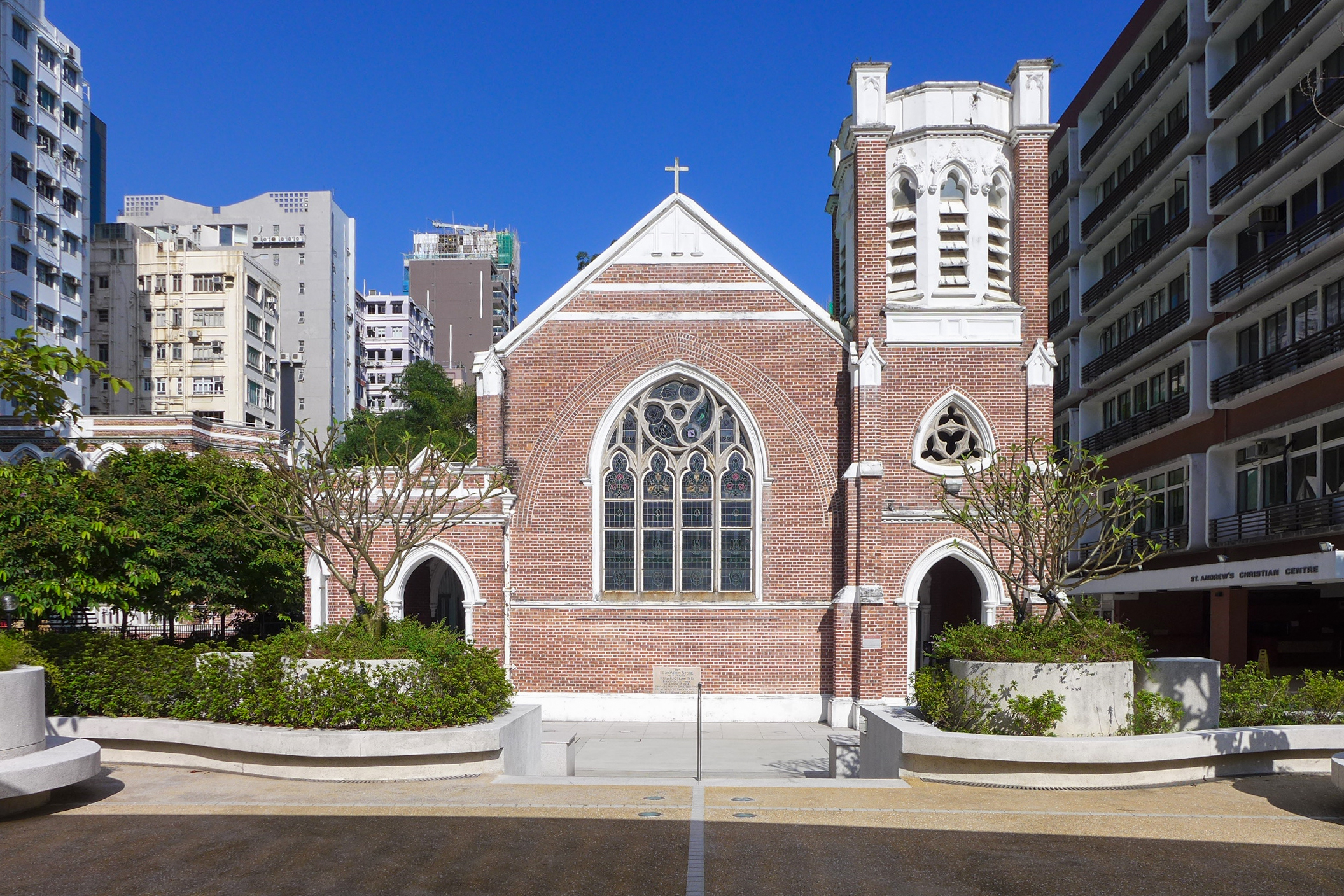
Façade de l'église en septembre 2017.
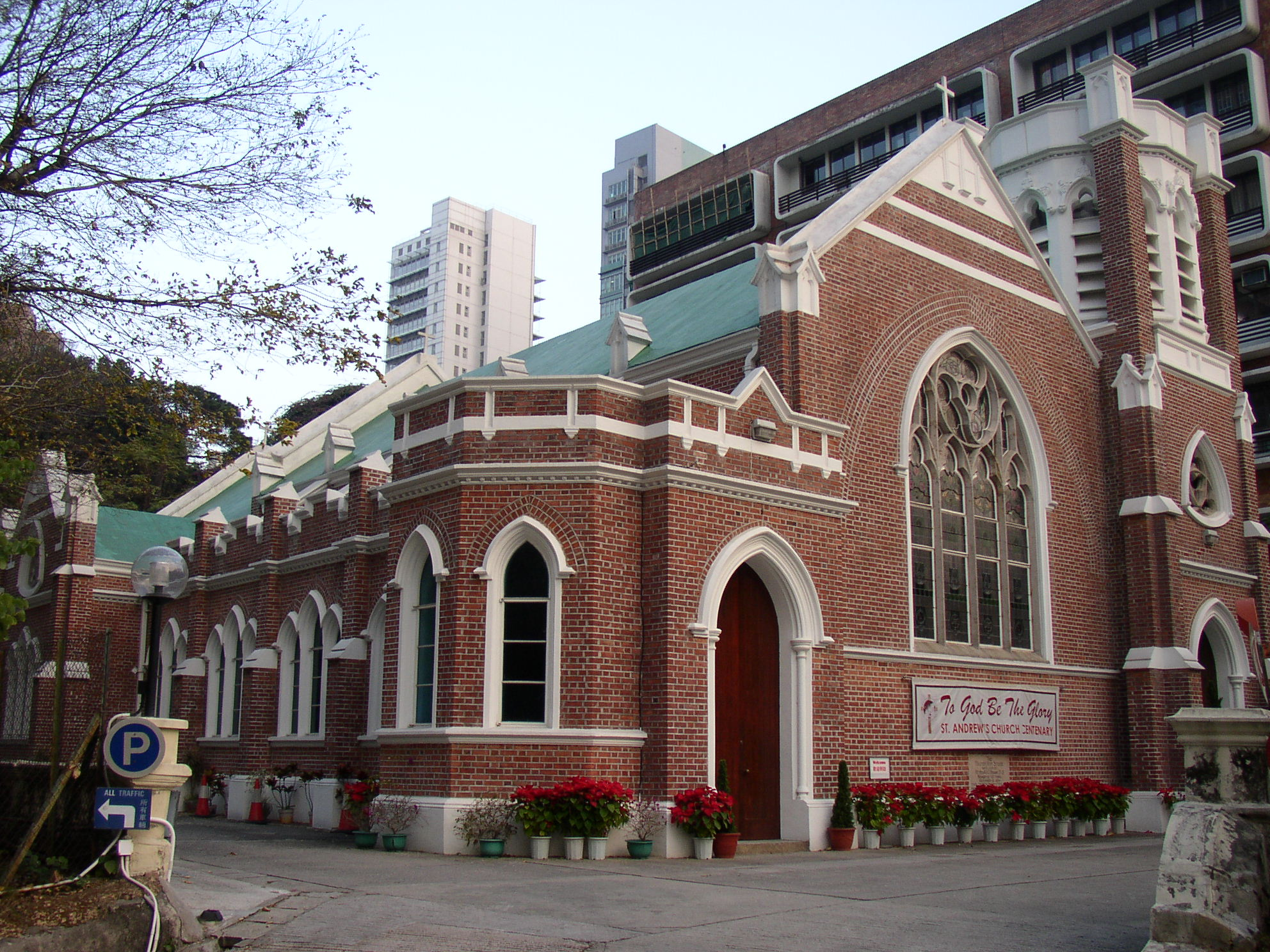
Autre vue de l'église.
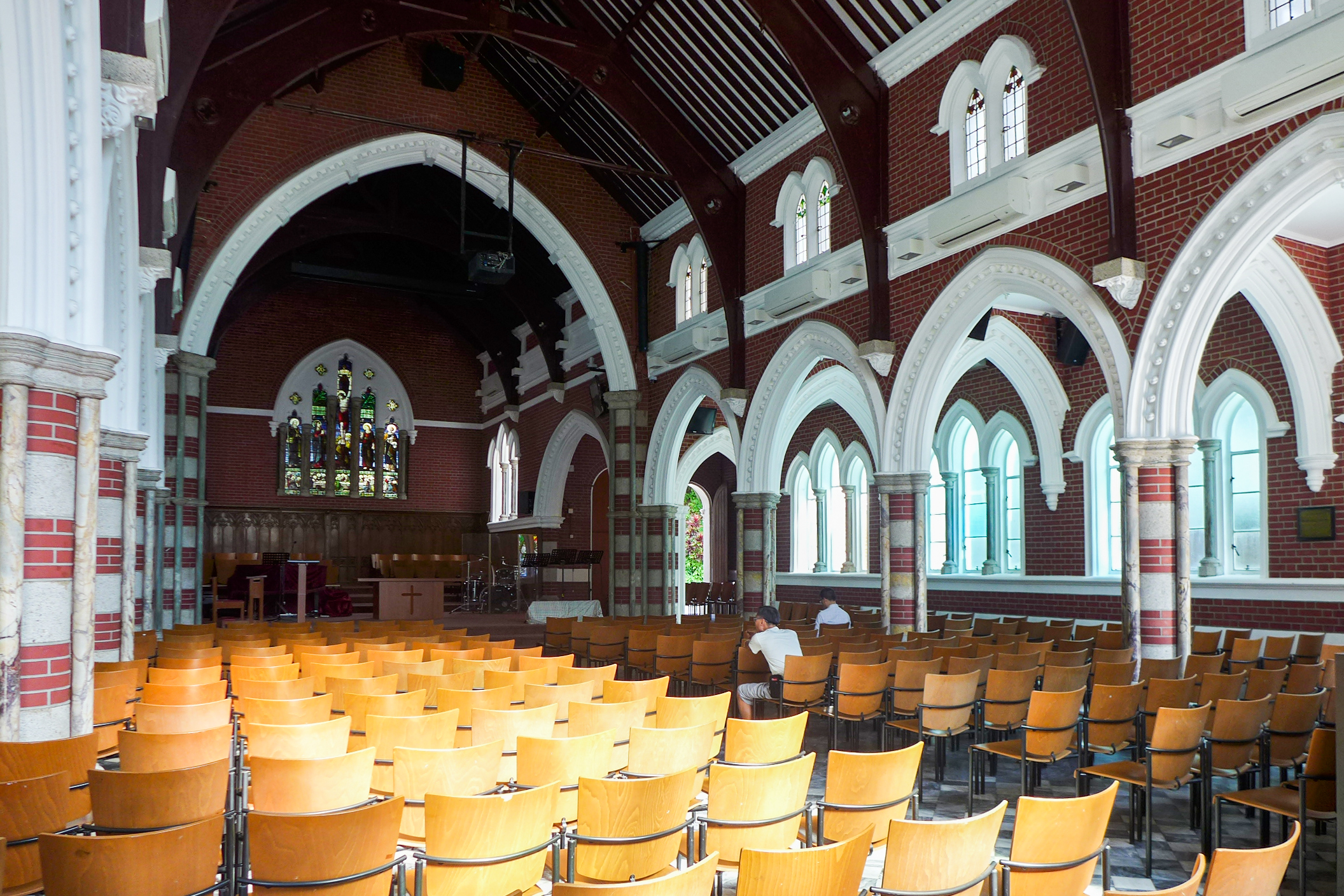
Interieur de l'église en septembre 2017.
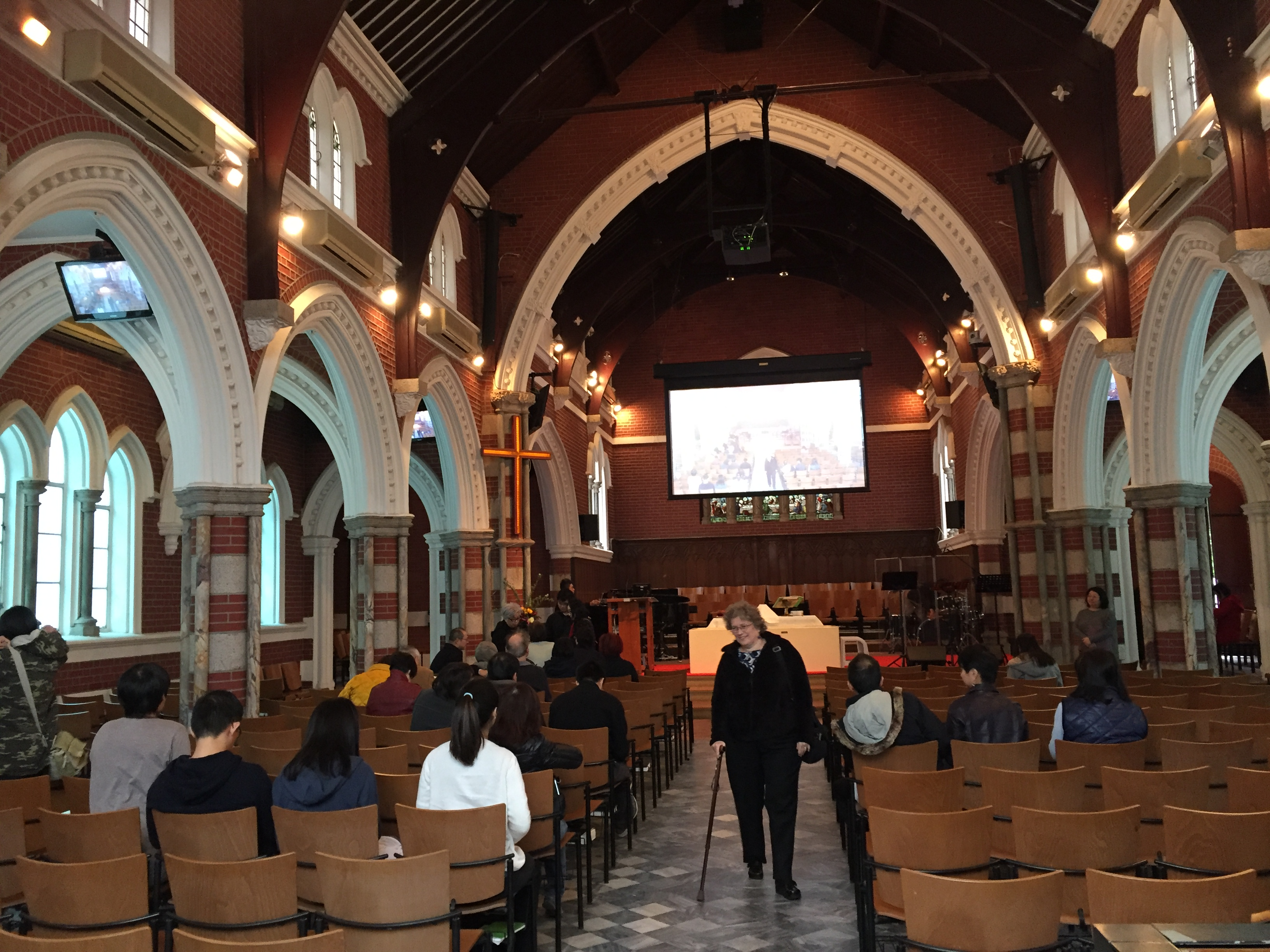
Services à l'église.
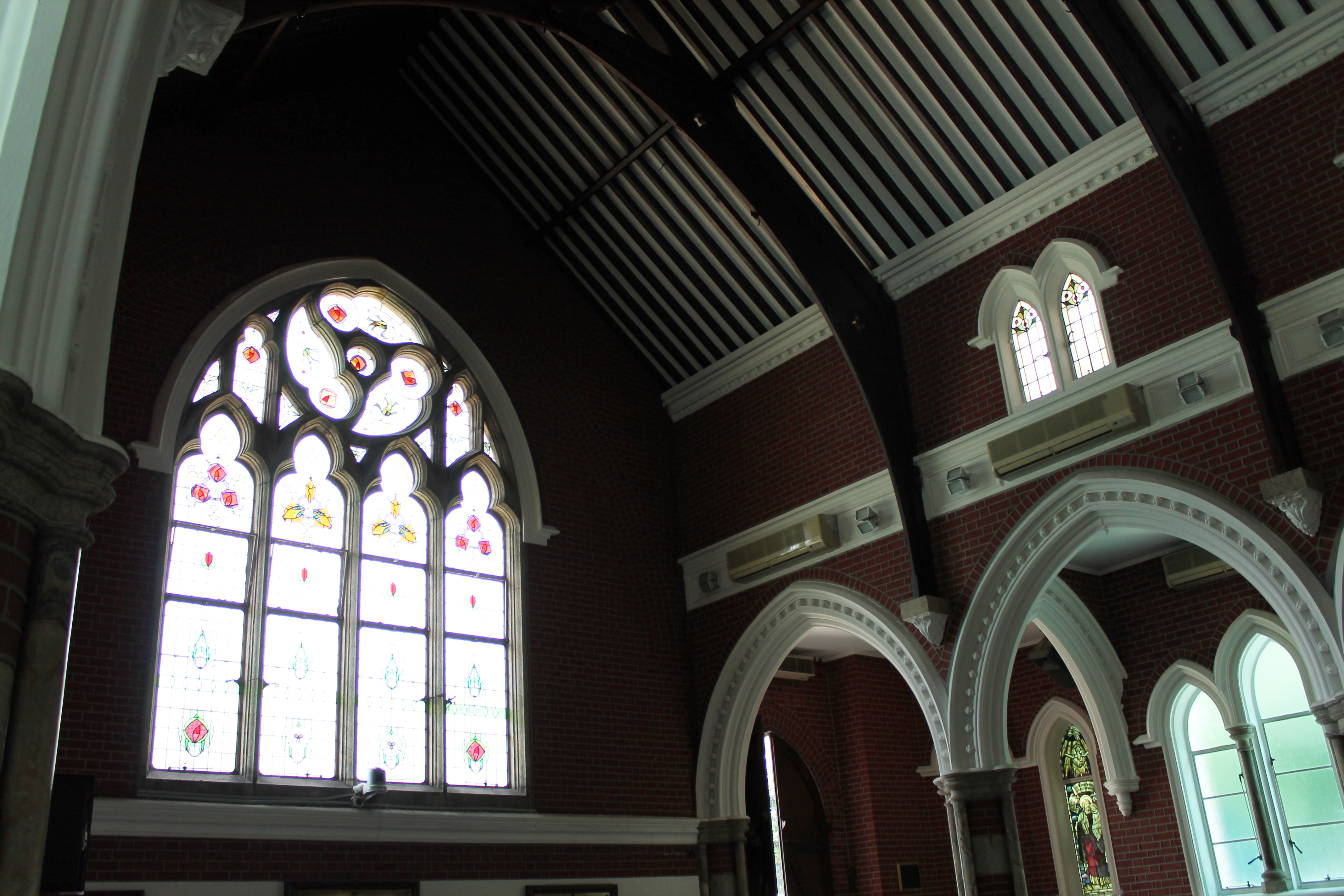
Vue intérieure des vitraux.
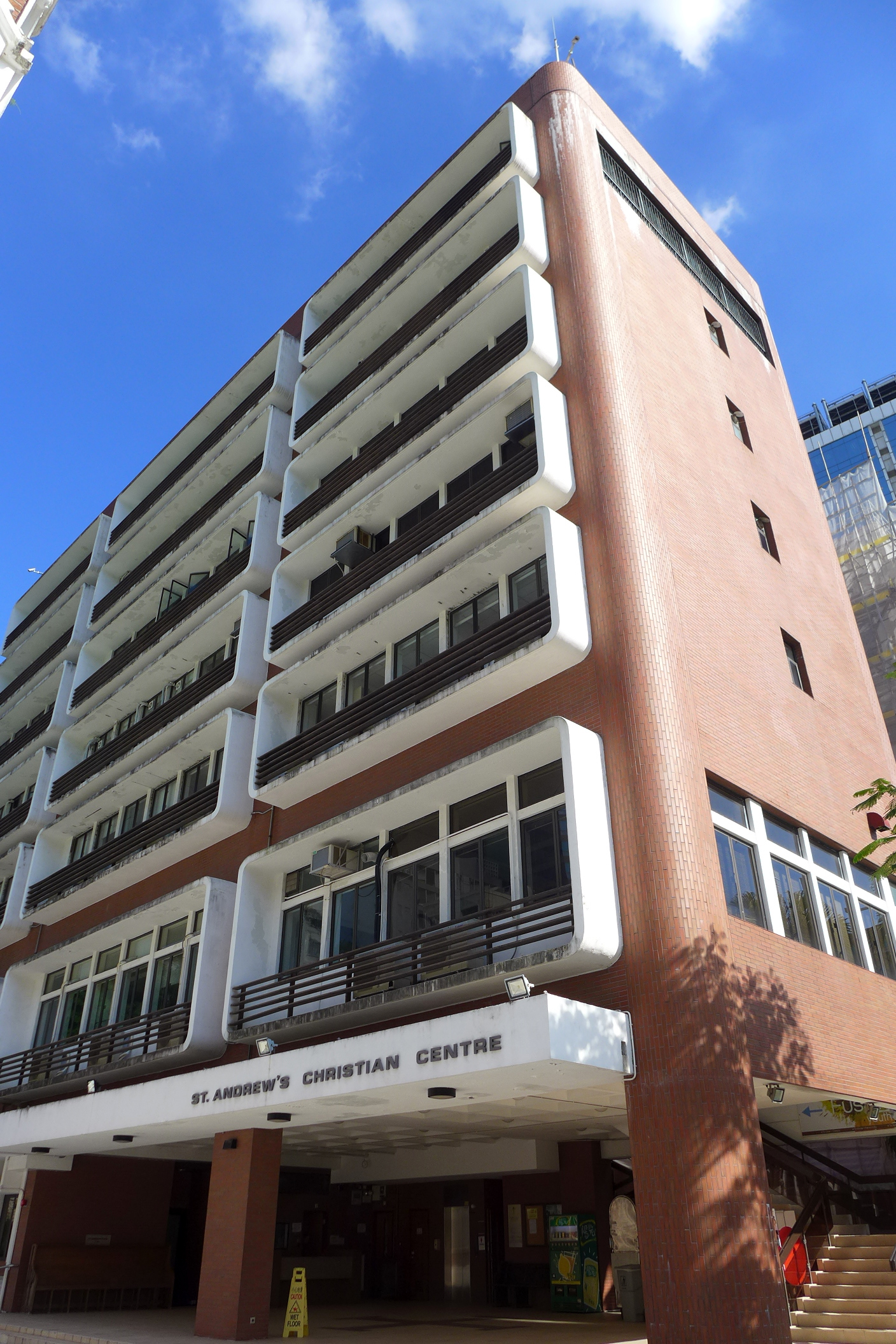
Centre chrétien de Saint-André.
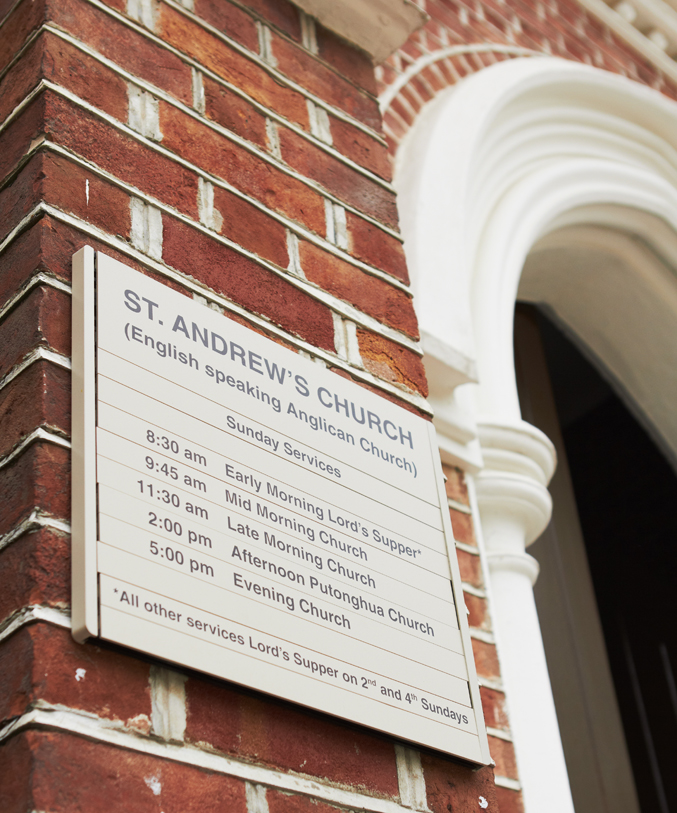
Panneau des horaires de services.
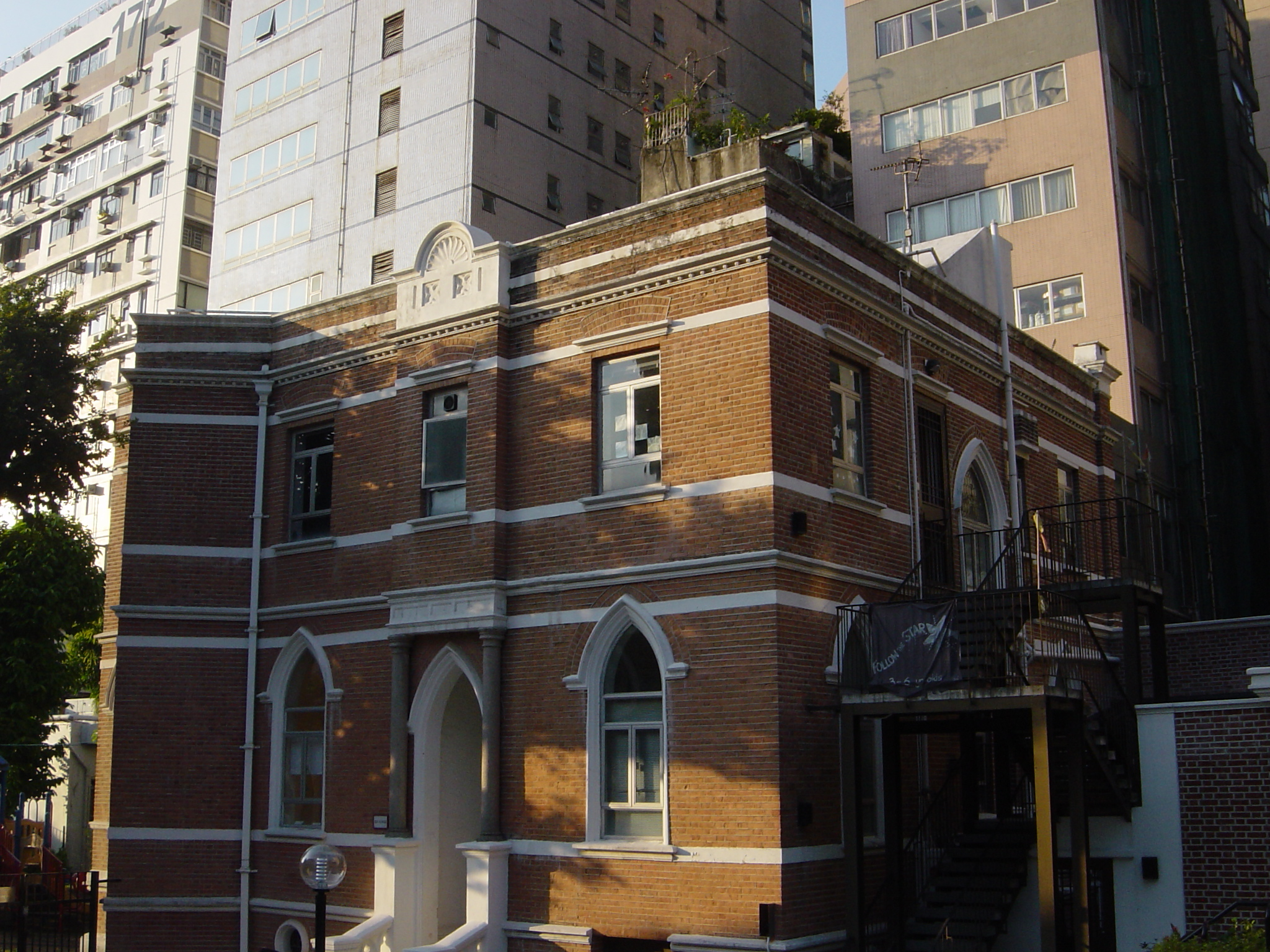
L'ancien presbytère datant de 1909.
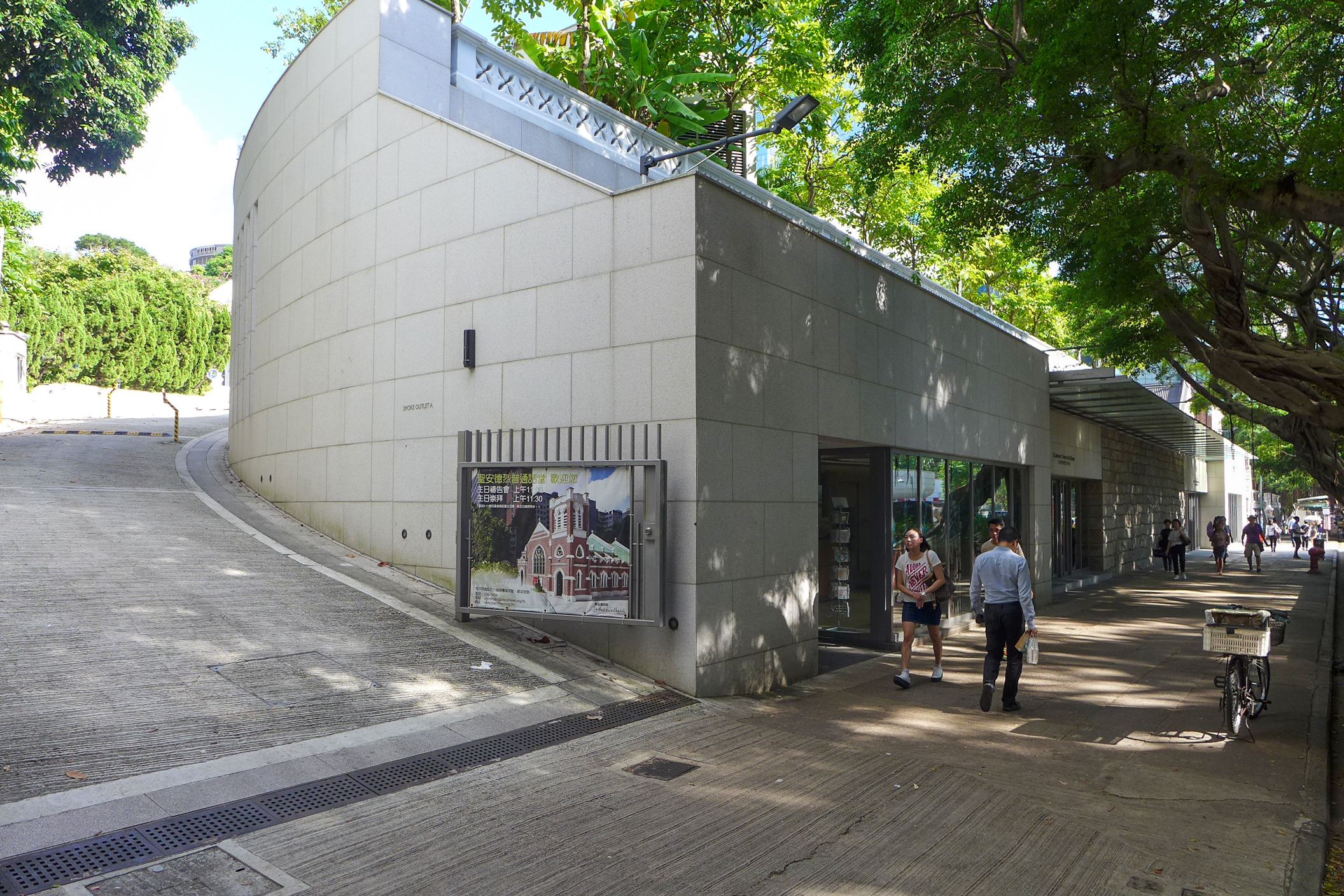
Le Life Centre de Saint-André datant de 2015.